# Acanthorhodeus
Acanthorhodeus, rod slatkovodnih riba iz porodice šarana kojemu se danas pripisuje samo jedna vrsta A. chankaensis koja živi u nekim rijekama Kine, Rusije i poluotoka Koreja. 
Naraste svega do 12 centimetara. ostale ribe koje su pripisivane ovom rodu vode se danas kao predstavnici rodova Acheilognathus i Rhodeus.